# Festival Internacional de Cine de Venecia de 1941
La "9.ª" (anulado) Mostra Internacional de Cine de Venecia se celebró del 30 de agosto al 14 de septiembre de 1941. Junto a los años 1940 y 1942 se consideran "anulados, como si no hubieran sucedido". El festival se celebró en lugares muy alejados del Lido, participaron muy pocos países a causa de la Segunda Guerra Mundial y con directores que eran miembros del eje Roma-Berlín. Además, una fuerte intromisión política fascista del gobierno italiano bajo el mando de Benito Mussolini había provocado que Italia experimentase un período de depresión cultural oprimida por la propaganda fascista.

## Jurado
Internacional
- Giuseppe Volpi di Misurata (Presidente)
- Olaf Andersson
- László (IV) Balogh
- Dahl
- Derichsweiler
- Berg Jaeger
- Eitel Monaco
- Karl Naef
- Mihai Puscariu
- Joaquín Soriano
- Jan Van der Hayden
- Van der Vegte
- Wilhelm
- Ouvaliev
- Mikac Marjian
- Karl Melzer
- Stefan Ravasz
- Erain Erim

## Películas

### Sección oficial
Las películas siguientes se presentaron en la sección oficial:
| Título en español                | Título original                  | Director(es)          | País      |
| -------------------------------- | -------------------------------- | --------------------- | --------- |
| A las 9, lección de quimica      | Ore 9: Lezione di chimica        | Mario Mattoli         | Italia    |
| Advokát chudých                  | Advokát chudých                  | Vladimír Slavínský    | Bohemia   |
| Annelie                          | Annelie                          | Josef von Báky        | Alemania  |
| Alle gaar rundt og forelsker sig | Alle gaar rundt og forelsker sig | Emanuel Gregers       | Dinamarca |
| Comediantes                      | Komödianten                      | Georg Wilhelm Pabst   | Alemania  |
| Die mißbrauchten Liebesbriefe    | Die mißbrauchten Liebesbriefe    | Leopold Lindtberg     | Dinamarca |
| Don Bonaparte                    | Don Bonaparte                    | Flavio Calzavara      | Italia    |
| El bastardo                      | Bastard                          | Helge Lunde           | Noruega   |
| El pequeño Matthias              | Das Menschlein Matthias          | Edmund Heuberger      | Suiza     |
| El presidente Krüger             | Ohm Krüger                       | Hans Steinhoff        | Alemania  |
| Ett brott                        | Ett brott                        | Anders Henrikson      | Suecia    |
| Európa nem válaszol              | Európa nem válaszol              | Géza von Radványi     | Hungría   |
| Ich klage an                     | Ich klage an                     | Wolfgang Liebeneiner  | Alemania  |
| Immer nur Du                     | Immer nur Du                     | Karl Anton            | Alemania  |
| Kaivopuiston kaunis Regina       | Kaivopuiston kaunis Regina       | T.J. Särkkä           | Finlandia |
| Karl för sin hatt                | Karl för sin hatt                | Schamyl Bauman        | Suecia    |
| La corona de hierro              | La corona di ferro               | Alessandro Blasetti   | Italia    |
| La nave blanca                   | La nave bianca                   | Roberto Rossellini    | Italia    |
| Langok                           | Langok                           | László Kalmár         | Hungría   |
| Los maridos                      | I mariti (Tempesta d'anime)      | Camillo Mastrocinque  | Italia    |
| Madreselva                       | Madreselva                       | Luis César Amadori    | Argentina |
| Marianela                        | Marianela                        | Benito Perojo         | España    |
| Nocní motýl                      | Nocní motýl                      | František Čáp         | Bohemia   |
| Opereta                          | Operette                         | Willi Forst           | Alemania  |
| Pia de' Tolomei                  | Pia de' Tolomei                  | Esodo Pratelli        | Italia    |
| Puerta cerrada                   | Puerta cerrada                   | Luis Saslavsky        | Argentina |
| Ragazza che dorme                | Ragazza che dorme                | Giovacchino Forzano   | Italia    |
| "Swing it" magistern             | "Swing it" magistern             | Schamyl Bauman        | Suecia    |
| Te espero                        | Heimkehr                         | Gustav Ucicky         | Alemania  |
| Trágico destino                  | Nozze di sangue                  | Goffredo Alessandrini | Italia    |
| Wunschkonzert                    | Wunschkonzert                    | Eduard von Borsody    | Alemania  |
| Zavaros éjszaka                  | Zavaros éjszaka                  | Frigyes Bán           | Hungría   |

## Premios[5]
- Copa Mussolini
  - Mejor película extranjera -  El presidente Krüger de Hans Steinhoff
  - Mejor película italiana - La corona de hierro de Alessandro Blasetti
- Copa Volpi
  - Mejor Actor - Ermete Zacconi por Don Buonaparte
  - Mejor actriz - Luise Ullrich por Annelie
- Coppa della Biennale
  - Zavaros éjszaka de Frigyes Bán
  - Los maridos de Camillo Mastrocinque
  - Marianela de Benito Perojo
  - Die mißbrauchten Liebesbriefe de Leopold Lindtberg
- Medalla de oro della Biennale a la mejor dirección 
  - Georg Wilhelm Pabst por Comediantes
- Medalla de oro
  - I Pini di Roma de Mario Costa
- Targa di segnalazione
  - Nocní motýl de František Čáp